# Robert Webb (Schauspieler)

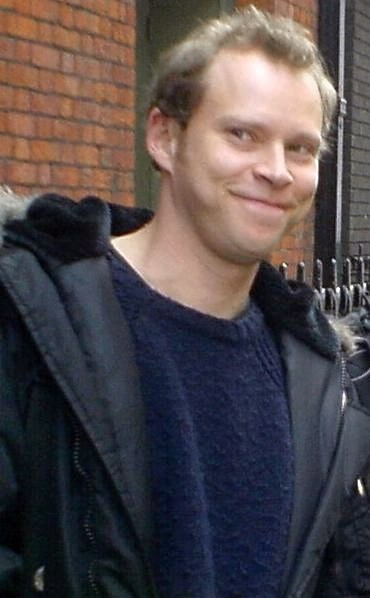
Robert Webb 2007

Robert Webb (* 29. September 1972 in Boston (Lincolnshire), England) ist ein britischer Komiker, Schauspieler und Autor. Mit David Mitchell bildet er das Komikerduo Mitchell and Webb.

## Karriere
Während seines Studiums an der University of Cambridge wurde Robert Webb Mitglied des renommierten studentischen Theaterclubs Footlights. Dort lernte er David Mitchell kennen. Zusammen erarbeiteten sie ihr erstes Comedy-Programm für das Edinburgh Festival Fringe.

### Mitchell and Webb
2001 begannen Mitchell und Webb ihre erste Sketch-Show The Mitchell and Webb Situation, die der Fernsehsender Play UK in sechs Folgen ausstrahlte. 2003 strahlte Channel 4 die erste Staffel der Sitcom Peep Show aus, die außerordentlich erfolgreich wurde und mittlerweile die am längsten laufende Serie des Senders ist. 2010 wurden die achte und neunte Staffel in Auftrag gegeben.
2005 knüpften Mitchell und Webb an ihre Sketch-Show an und nahmen die erste Staffel der von ihnen selbst geschriebenen Radioserie That Mitchell and Webb Sound auf, die von 2005 bis 2009 von BBC Radio 4 gesendet wurde. Die Serie wurde als That Mitchell and Webb Look in vier Staffeln für das Fernsehen adaptiert. 2006 unternahmen sie eine Live-Tournee unter dem Namen The Two Faces of Mitchell and Webb.
2007 erschien der Kinofilm Die Magier – Nichts als fauler Zauber (Magicians), in dem Mitchell und Webb ein Bühnenzauberer-Duo spielen. Im selben Jahr nahmen sie die Radio-Sitcom Daydream Believers auf, in der Mitchell und Webb die Hauptrollen spielten.
2009 veröffentlichte das Duo das Buch This Mitchell and Webb Book.

### Weitere Projekte
Neben seiner Arbeit in Mitchell and Webb trat Webb in verschiedenen Radio- und Fernsehserien der BBC auf. 2006 spielte er eine der Hauptrollen in dem Kinofilm Confetti – Heirate lieber ungewöhnlich, den er im Nachhinein als schlecht bezeichnete. 2008 trat er neben Kris Marshall, Joanna Page und Ella Smith in Neil LaButes Theaterstück Fat Pig im Londoner West End auf. Außerdem war er Gast in diversen Panel-Shows, darunter QI und Never Mind the Buzzcocks, und ist seit 2011 Teamkapitän in der Debattier-Show Argumental.
2009 gewann Webb den Benefiz-Wettbewerb Let’s Dance for Comic Relief mit seiner Interpretation des Liedes Flashdance... What a Feeling.
2011 und 2012 spielte Webb neben Katherine Parkinson die Hauptrolle in der im viktorianischen England spielenden Comedy-Serie The Bleak Old Shop of Stuff, in der auch David Mitchell eine Nebenrolle spielte.
2017 veröffentlichte Webb das Buch How Not to be a Boy, in dem er  männliche Gendersteroptypen und toxische Maskulinität anhand autobiografischer Betrachtungen beschreibt und kritisch diskutiert.
Im Jahr 2023 war er Mitglied der Booker-Prize-Jury, die Paul Lynchs dystopischen Roman Prophet Song die Auszeichnung zuerkannte.

## Auszeichnungen
Gewonnen
- BAFTA Awards

- 2007 (Best Comedy Programme für That Mitchell and Webb Look, zusammen mit David Kerr, Gareth Edwards und David Mitchell)

Nominiert
- BAFTA Awards

- 2009 (Best Comedy Programme für That Mitchell and Webb Look, zusammen mit David Kerr, Gareth Edwards und David Mitchell)

- British Comedy Awards

- 2006 (Best TV Comedy Actor für Peep Show)
- 2009 (Best TV Comedy Actor für Peep Show; Best Sketch Show für That Mitchell and Webb Look, zusammen mit David Mitchell)

- Festival de Télévision de Monte-Carlo

- 2007 (Outstanding Actor – Comedy Series für Peep Show)
- 2008 (Outstanding Actor – Comedy Series für That Mitchell and Webb Look)

## Privatleben
Robert Webb ist mit Stand-up-Comedian Abigail Burdess verheiratet. Sie haben zwei Töchter und wohnen – wie auch David Mitchell – in Kilburn im Norden von London.